# 유라 미치코
유라 미치코(일본어: 由良道子 ゆら みちこ[*], 일본어: 본명 : 細見 よね 호소미 요네[*], 1901년 (메이지 34년) 10월 14일 ~ 1918년 (다이쇼 7년) 8월 17일)는 일본의 다카라즈카 소녀가극단 남역 스타이다. 다카라즈카 가극단 1기생이고, 동기로는 오오에 후미코, 오구라 미유키, 쿠모이 나미코, 타카미네 타에코와 초대 와카나 키미코 등이 있다. 오사카부 출신이다.

예명은 오구라 백인일수 제46번 소네노 요시타다의
由良の門を　渡る舟人　舵を絕え　行方も知らぬ　戀の道
（ゆらのとを わたるふなびと かぢをたえ ゆくへもしらぬ こひのみちかな）

유랑의 문을 건너는 뱃사람 키를 잡고 행방도 모르는 사랑의 길
에서 다카라즈카 가극단 창설자 코바야시 이치조가 지어주었다.

## 약력・에피소드
1913년 7월, 다카라즈카 창가대 (이 해 12월에 다카라즈카 소녀 가극단 양성회로 개칭, 현재의 다카라즈카 음악학교)에 11살의 나이로 입단하였다.
1914년 4~5월, 다카라즈카 소녀가극 (현재의 다카라즈카 가극단) 첫공연인 『돈부라코』에 꿩으로 출연했다. 당시 12세였다.
일본무용의 명수이자, 남역 연기가 특기였다.
재단 중, 병으로 쓰러져 1918년 8월 17일에 현역 단원인채로 만 16세의 나이로 사망하였다. 다카라즈카 가극단 1기생이자 다카라즈카 가극단 단원 중 최초로 사망한 사람이다. 또 기록에 남아있는 다카라즈카 가극단 단원 중 가장 어린 나이에 사망한 인물이기도 하다.

## 다카라즈카 소녀 가극단 시대의 주요 무대
| 기간 (월)     | 제목              | 공연장                             | 배역 | 비고 |
| ------------- | ----------------- | ---------------------------------- | ---- | ---- |
| 1914년        |                   |                                    |      |      |
| 4/1 - 5/30    | 돈부라코          | 다카라즈카 가극장 (파라다이스극장) | 꿩   |      |
| 4/1 - 5/30    | 들뜬 달마         | 다카라즈카 가극장 (파라다이스극장) |      |      |
| 4/1 - 5/30    | 호접              | 다카라즈카 가극장 (파라다이스극장) |      |      |
| 1915년        |                   |                                    |      |      |
| 3/21 - 5/23   | 히나마츠리        | 다카라즈카 가극장 (파라다이스극장) |      |      |
| 10/20 - 11/30 | 三人獵師          | 다카라즈카 가극장 (파라다이스극장) |      |      |
| 1916년        |                   |                                    |      |      |
| 3/19 - 5/21   | 사쿠라다이묘      | 다카라즈카 가극장 (파라다이스극장) |      |      |
| 7/20 - 8/31   | 마츠카제 무라사메 | 다카라즈카 가극장 (파라다이스극장) |      |      |
| 1917년        |                   |                                    |      |      |
| 1/1 - 1/10    | 웃음의 나라       | 다카라즈카 가극장 (파라다이스극장) |      |      |
| 3/20 - 5/20   | 위조(爲朝)        | 다카라즈카 가극장 (파라다이스극장) |      |      |
| 3/20 - 5/20   | 후지 아야메       | 다카라즈카 가극장 (파라다이스극장) |      |      |
| 7/20 - 8/31   | 분홍색 앵무새     | 다카라즈카 가극장 (파라다이스극장) |      |      |
| 7/20 - 8/31   | 여증아(女曾我)    | 다카라즈카 가극장 (파라다이스극장) |      |      |